# Slagteboderne
|  | Denne artikel er oprettet af botten Steenthbot ud fra en ekstern database. Den kan derfor have sproglige fejl eller mangler. Denne skabelon kan fjernes efter kontrol af indholdet. |

Slagteboderne er en dansk dokumentarisk optagelse fra 1913.

## Handling
Gadehandel i København omkring 1913. De gamle slagterboder ved Nikolaj Kirke, kaldet 'Maven', inden nedrivningen. Omkring ruinen af Nikolaj Kirke, der brændte i 1795, lå der fra 1845 slagterboder. Herfra hentede hele byen kød. Ved genopførelse af Nikolaj Kirke 1914-1917 blev boderne nedrevet.

## Medvirkende
- Anker Kirkeby